# Hacht-Behecht

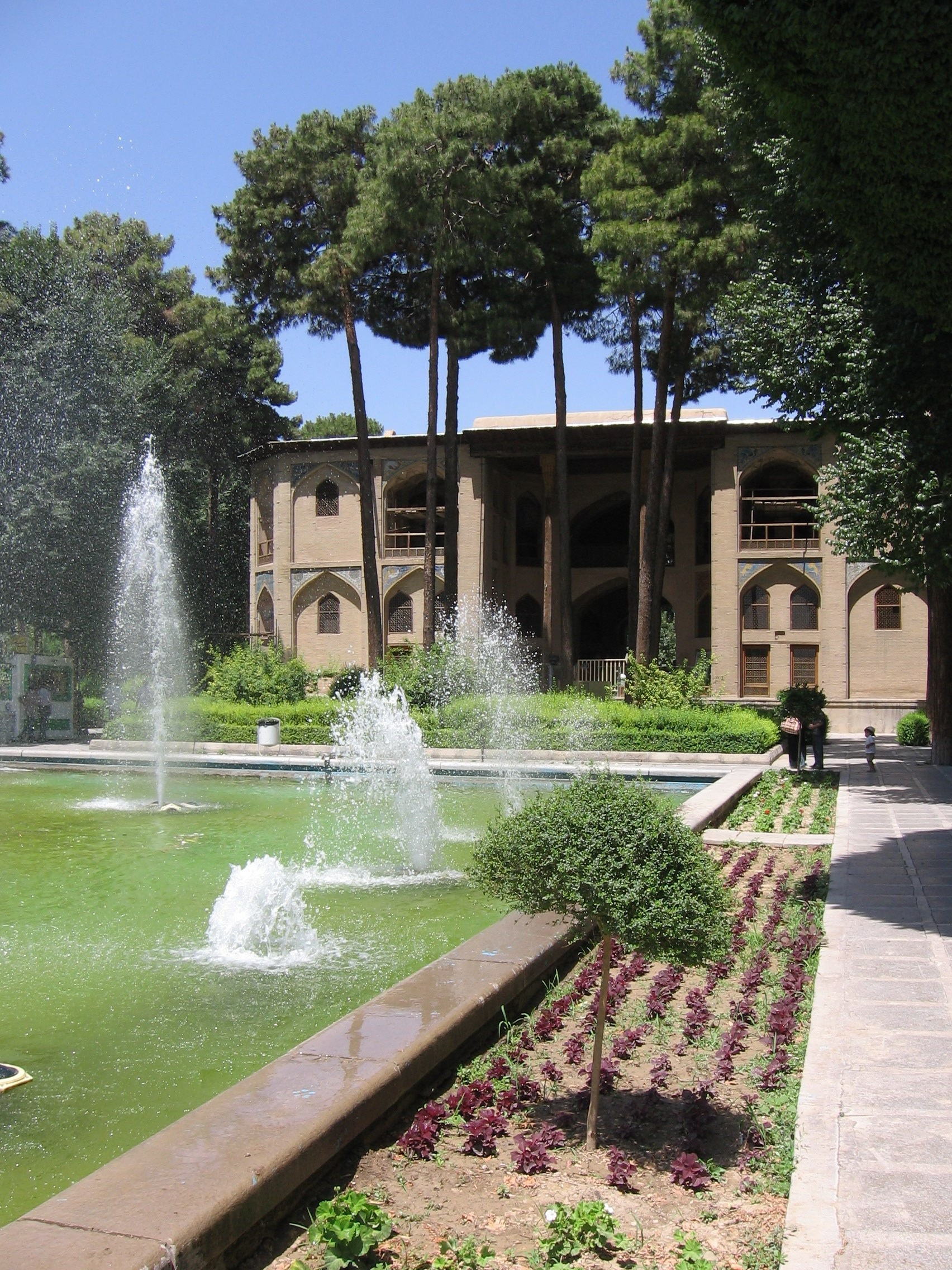
Vue du palais côté jardins.

Le palais Hacht-Behecht (en persan : هشت‌بهشت / Hašt-Behešt, « les huit jardins du paradis »), est un palais iranien de l'époque de la dynastie safavide qui se trouve à Ispahan. C'est l'un des deux seuls qui subsistent de cette époque dans cette ville.

## Historique
Construit en 1669 pour le chah Soleiman Ier à l'emplacement d'un jardin connu comme « le jardin du rossignol » (Bâgh-é bolbol), il se trouve aujourd'hui géré par l'Organisation iranienne de l'héritage culturel. Sa restauration a été entreprise dans les années 1970 et achevée en 1977 par l'Istituto Italiano per il Medio ed Estremo Oriente pour le compte du NOCHMI . Trois ans plus tard, le projet achevé a reçu le prix de l'architecture de la Fondation Aga Khan (en) (Aga Khan Foundation, AKF). Le bâtiment principal et ses grandes salles d'angle sont construits selon un plan octogonal, plan en faveur chez les Timourides que l'on retrouve au Tadj-Mahal. Quatre grandes portes donnent accès au palais : au sud, à l'ouest, au nord et à l'est ; celle du nord est aménagée avec un iwan remarquable.
Le palais est aujourd'hui ouvert au public, ainsi que le parc.

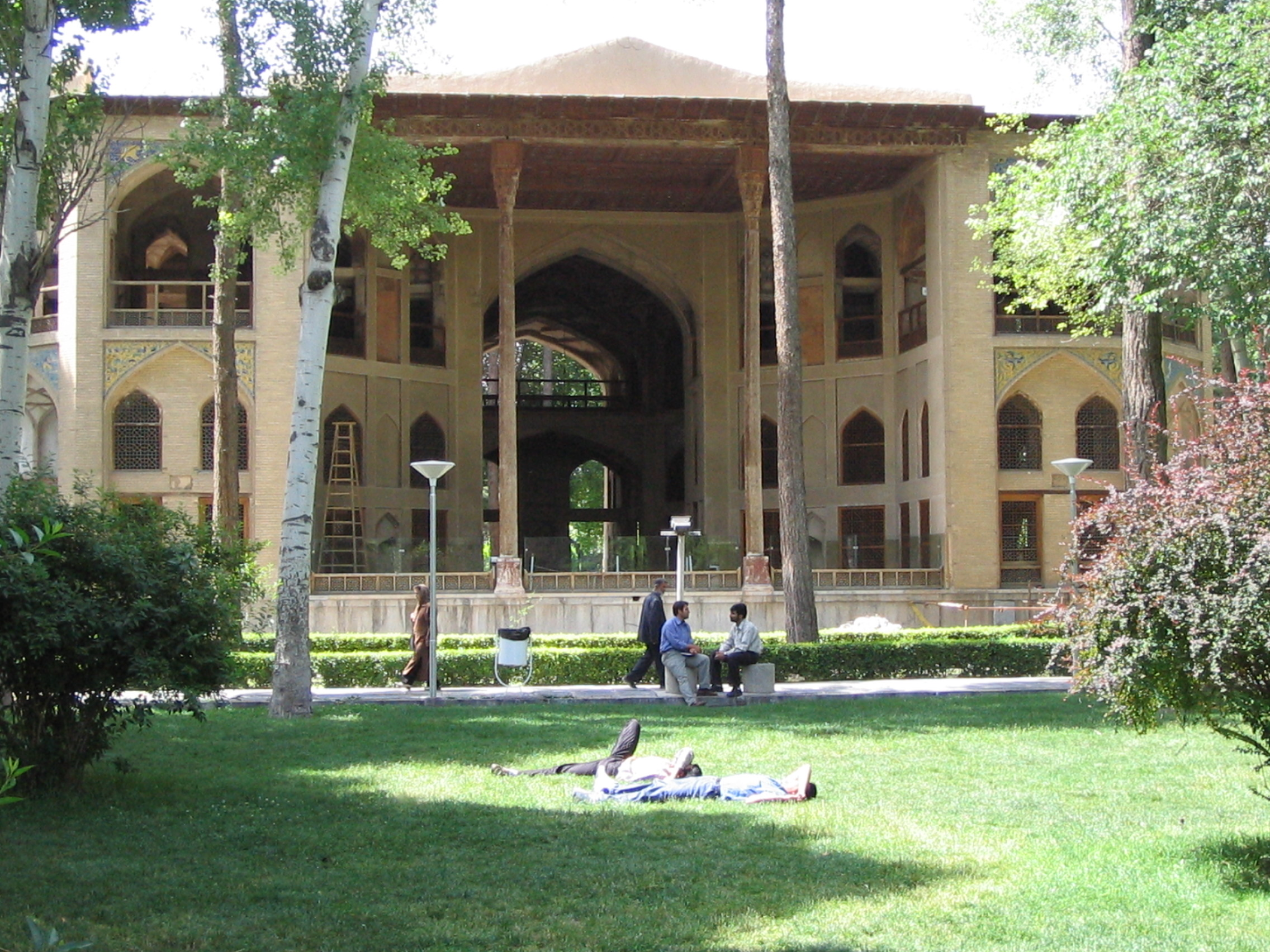
Façade arrière (photo par Fabien Dany)
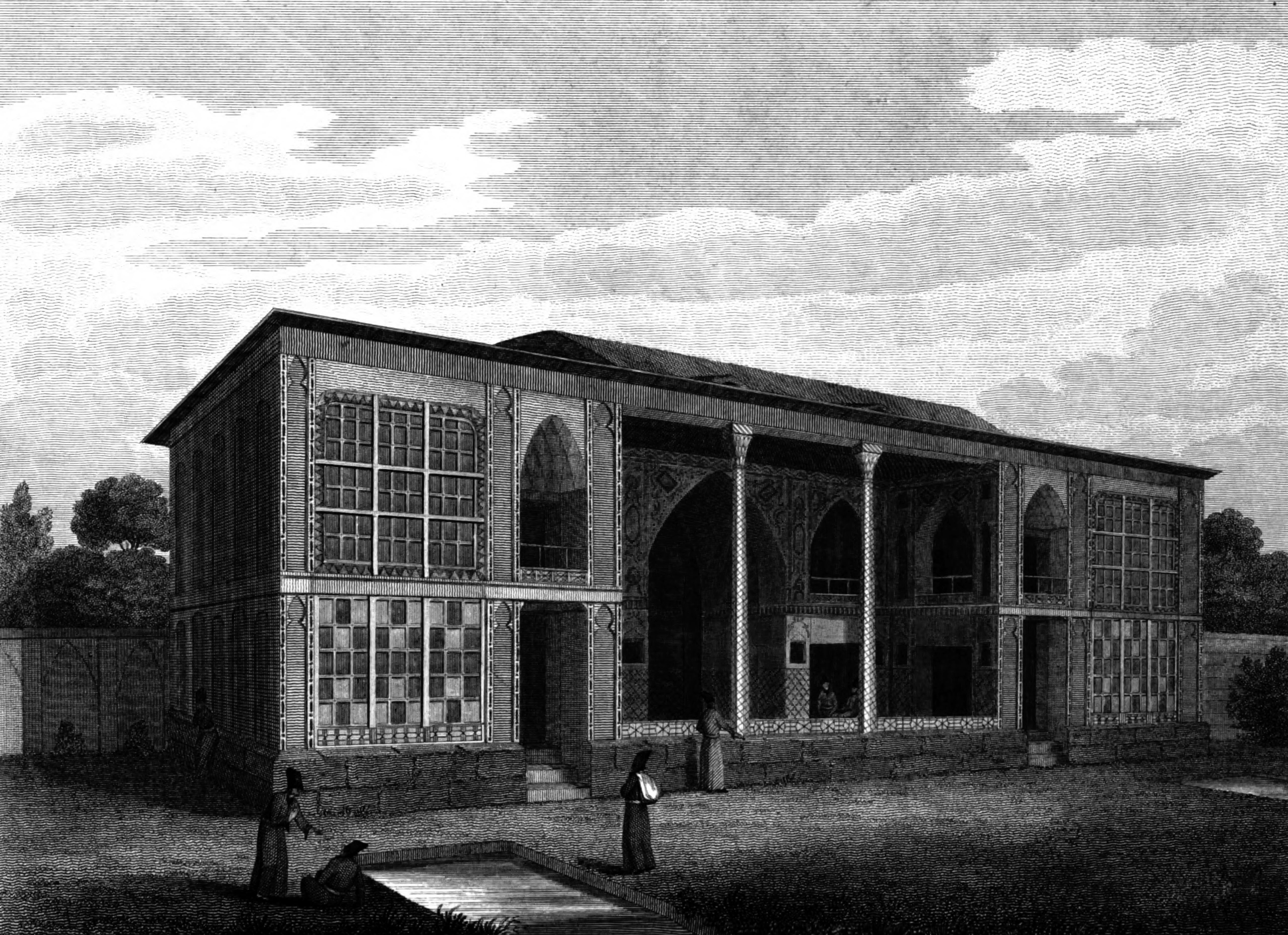
Façade arrière, perspective (dessin par Charles Heath (en), 1815)
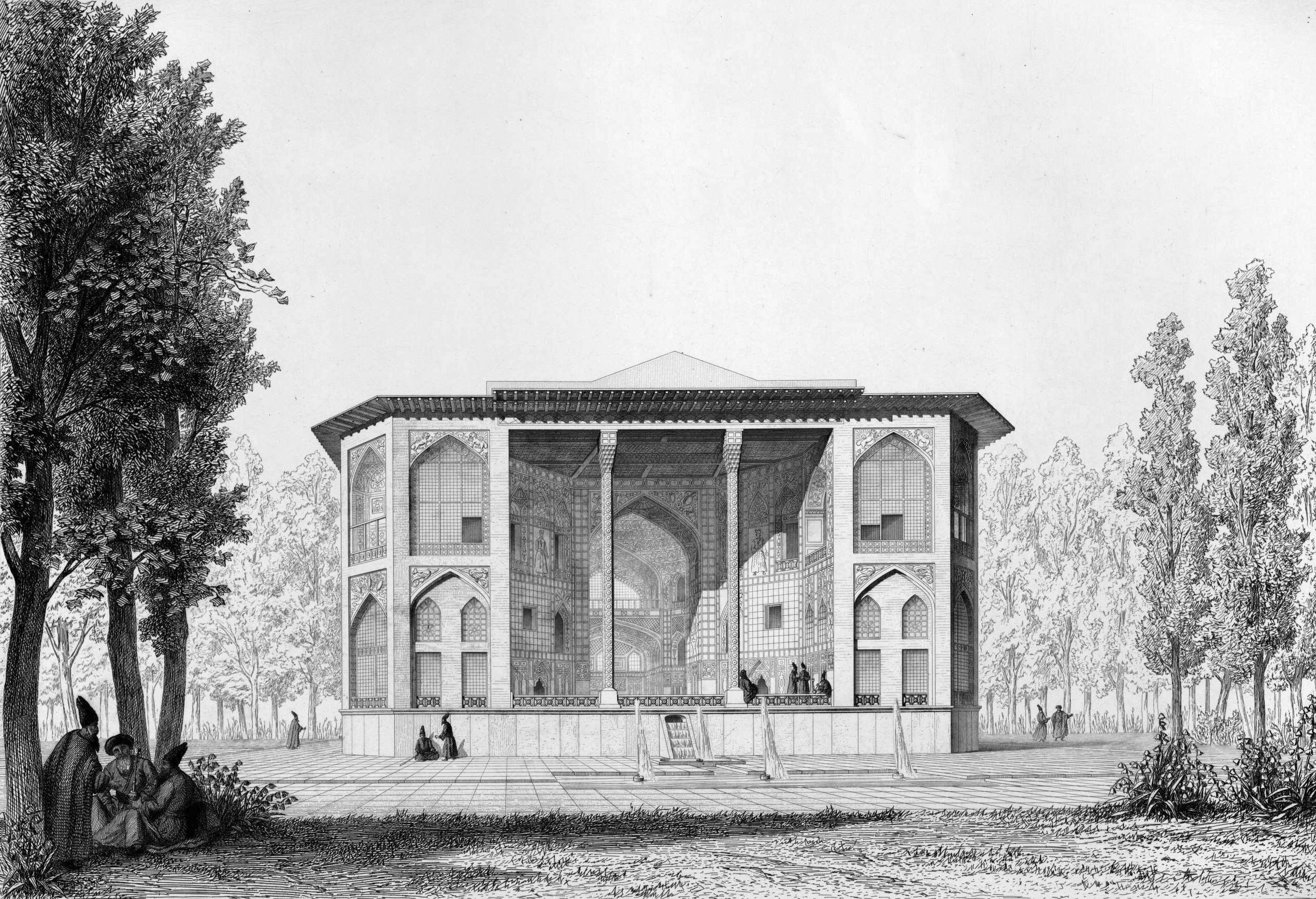
Façade arrière, perspective (dessin de Pascal Coste, 1848)
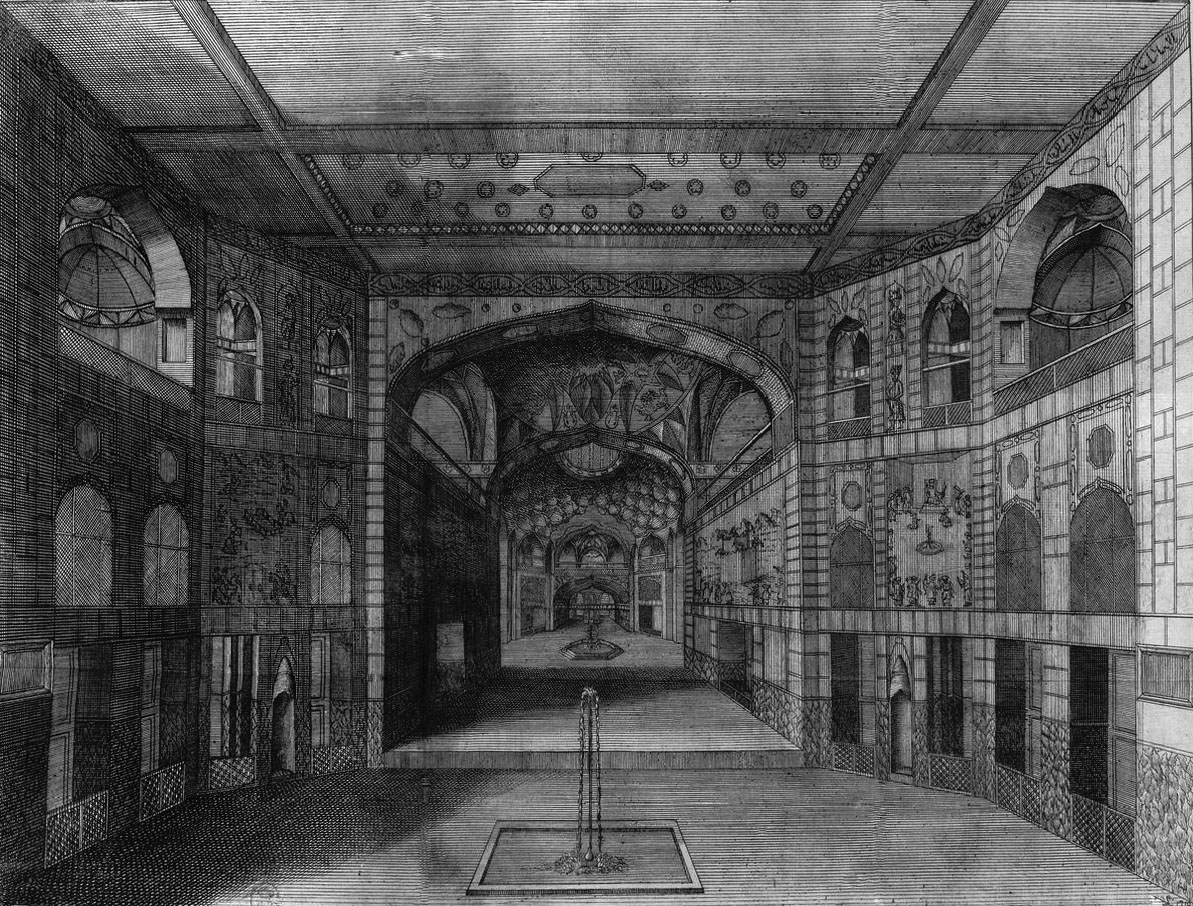
Intérieur du palais (dessin par Jean Chardin, 1670)
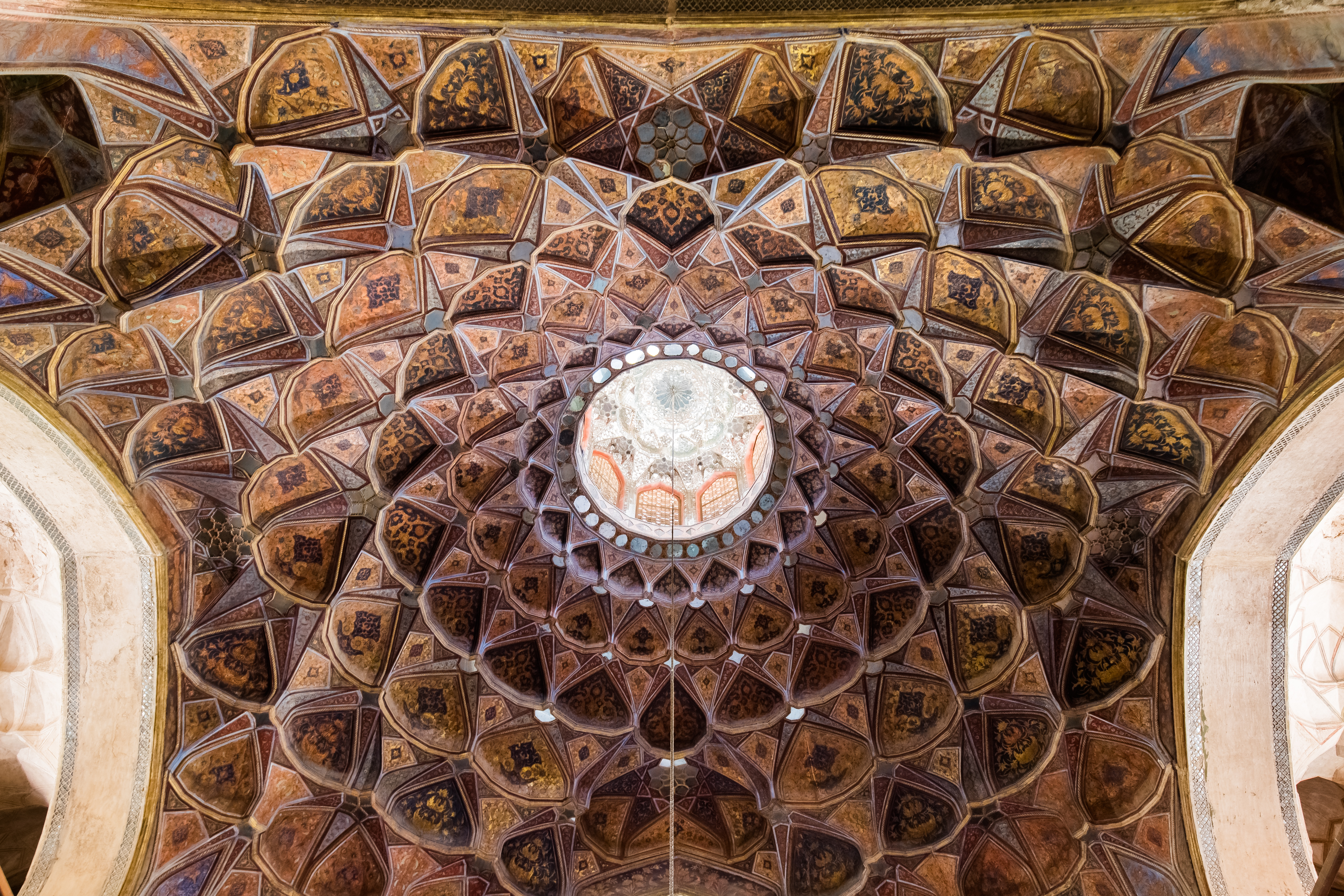
Dôme à caissons et son oculus (photo par Diego Delso)
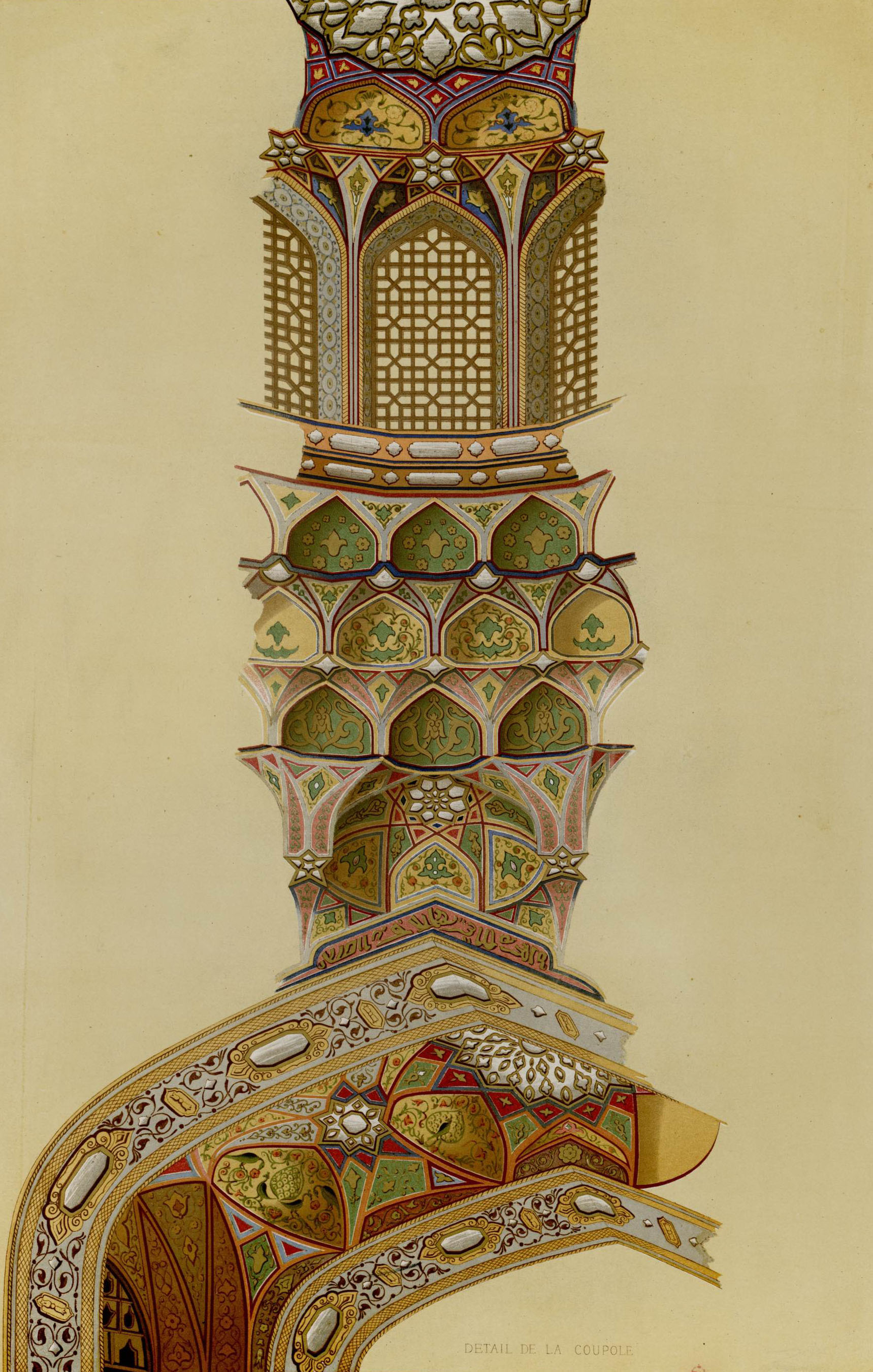
Détail du dôme avec l'oculus (dessin par Pascal Coste, 1848)
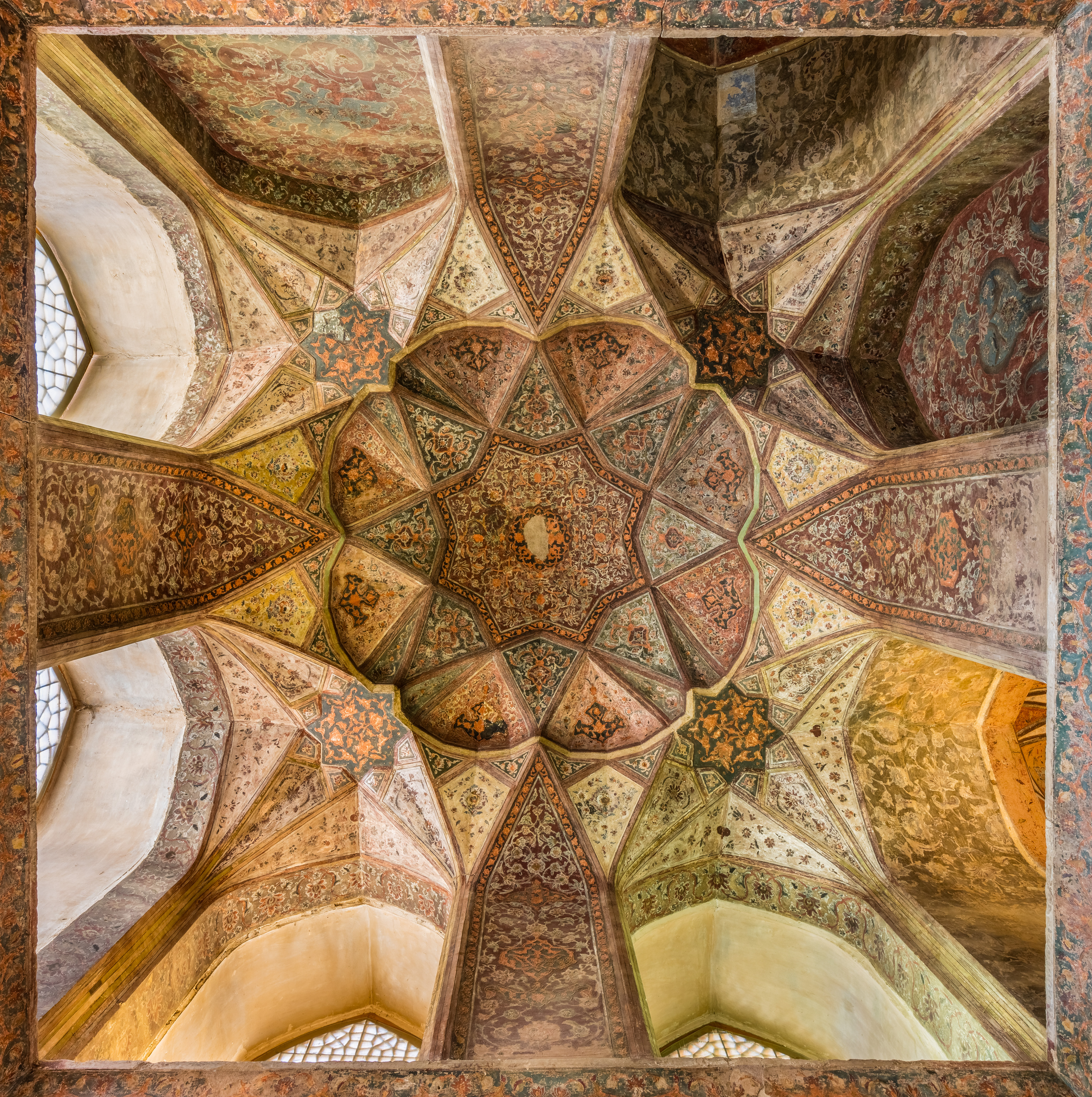
Plafond d'une autre pièce du palais (photo par D. Delso)
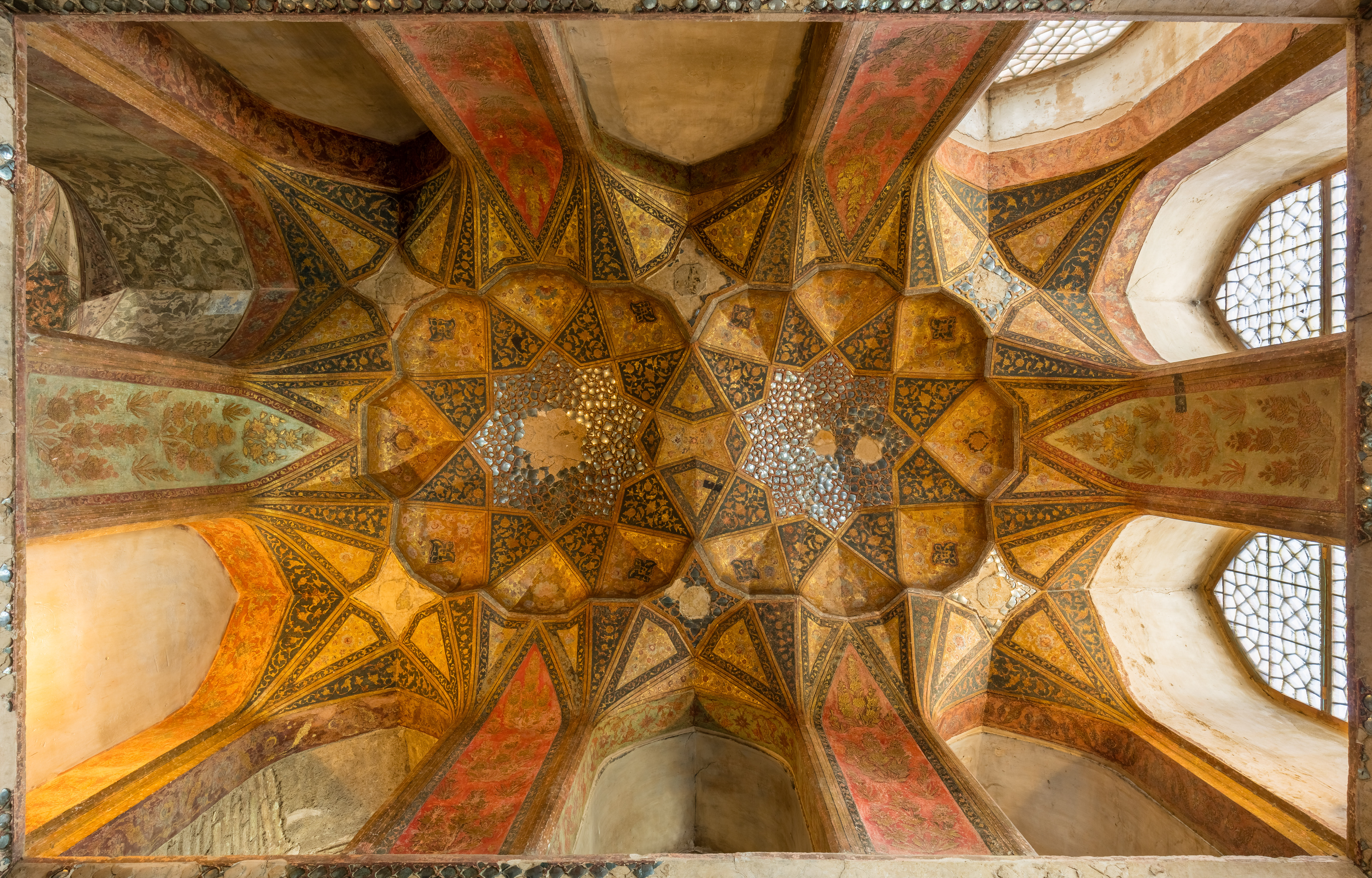
Plafond d'une autre pièce du palais (photo par D. Delso)
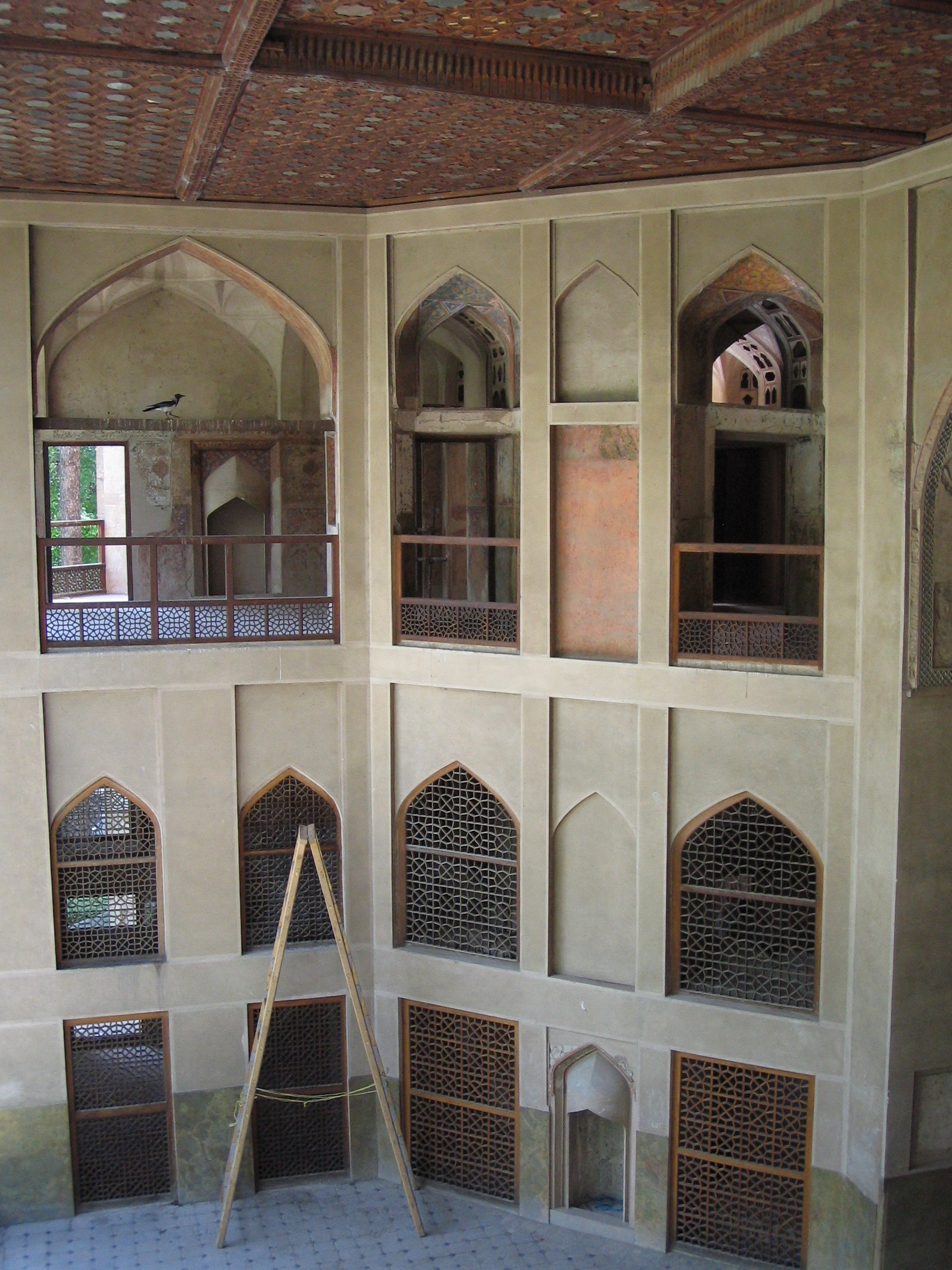
Porche d'entrée (photo par F. Dany)
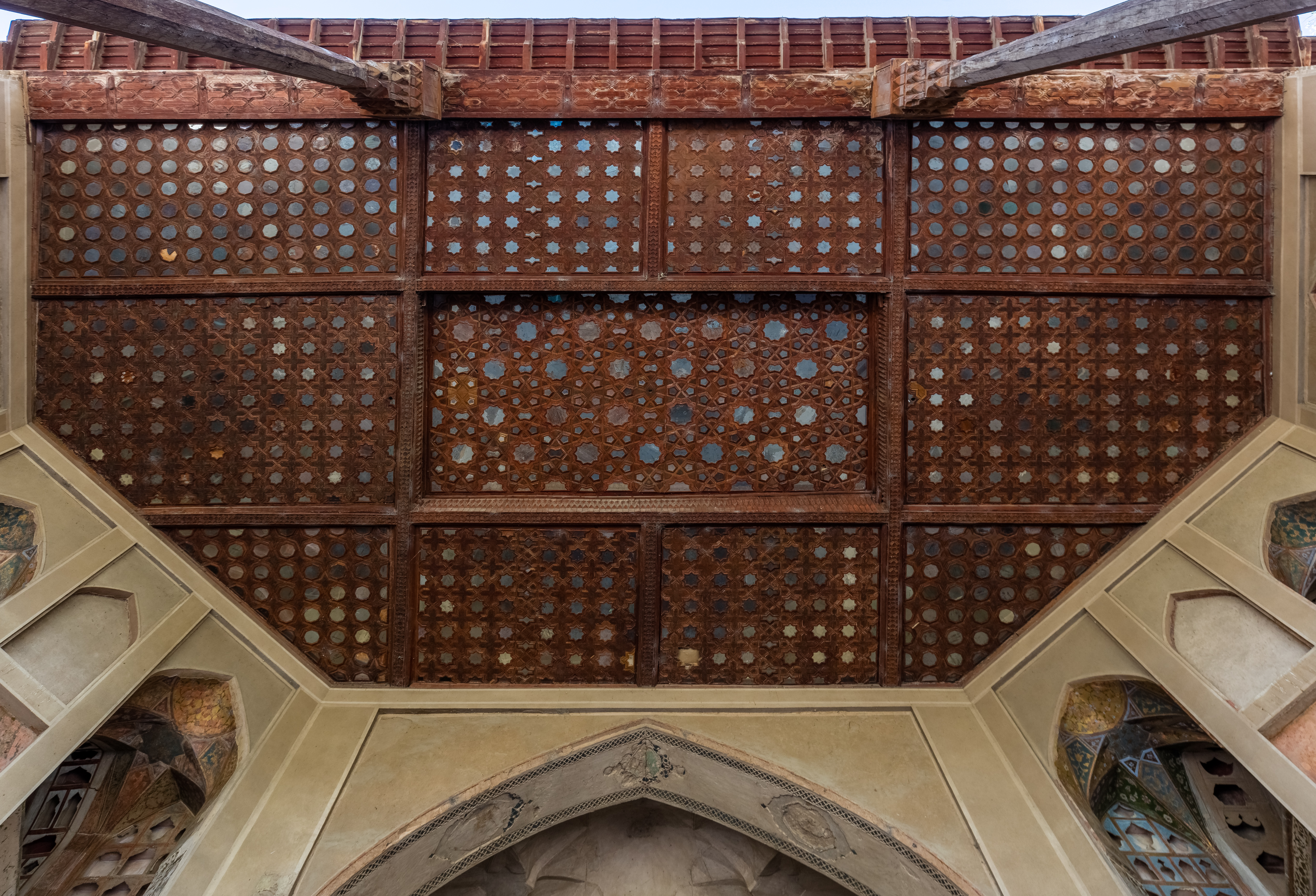
Plafond à caissons du porche d'entrée, bois sculpté avec incrustations en pierre (photo par D. Delso)
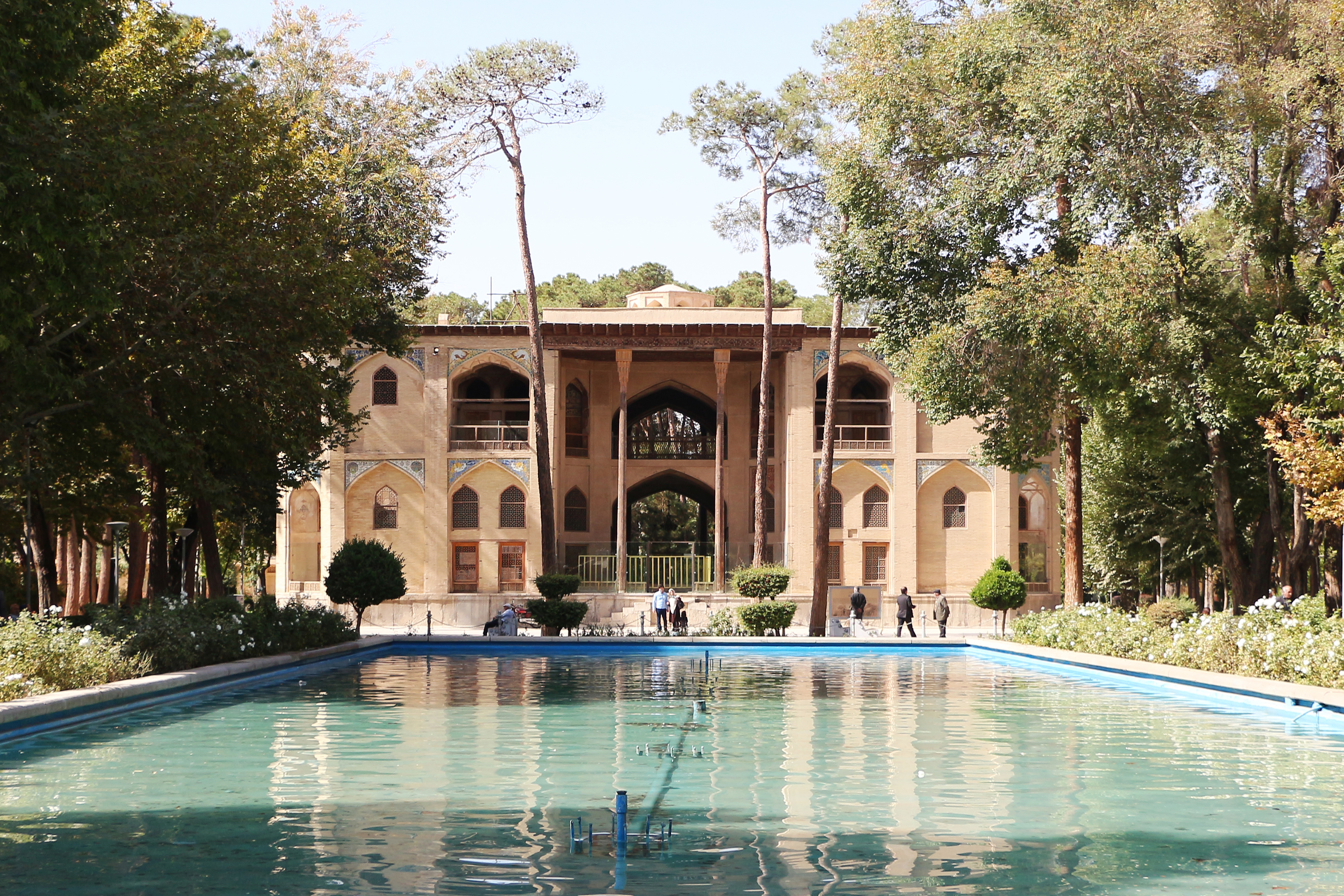
Palais et bassin
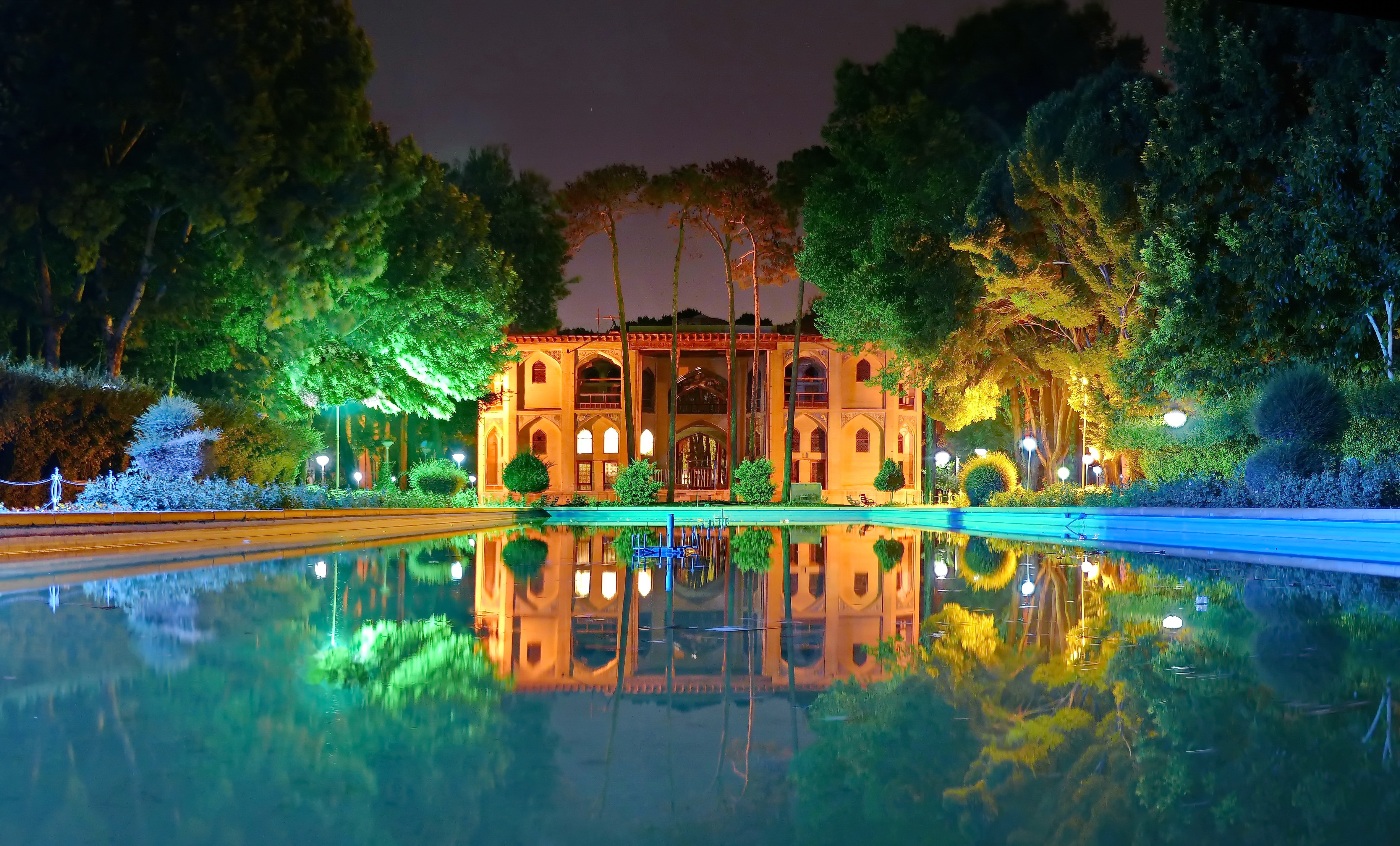
Palais et bassin, éclairage de nuit